# Université roumaine de sciences et arts Gheorghe Cristea
L'université roumaine de sciences et arts « Gheorghe Cristea » est une université  de Bucarest, Roumanie, fondée en 2002.